# Arvid Mörne
Arvid Mörne (Kuopio, 6 maggio 1876 – Kauniainen, 15 giugno 1946) è stato un poeta, scrittore, drammaturgo e critico letterario finlandese.

## Biografia
Nato e cresciuto a Kuopio, conseguì la laurea in storia e letteratura nel 1897 e il dottorato di ricerca nel 1910, entrambi presso l'Università di Helsinki. Lavorò a lungo alla scuola superiore Finns a Nyland e poi come professore di letteratura finlandese alla sua alma mater, l'Università di Helsinki, dove insegnò tra il 1913 e il 1943.
Parallelamente all'attività accademica, lavorò a diversi giornali, tra cui il Nyländska posten (1900-1902) e il Veckans Nyheter (1902-1904), e scrisse articoli di critica letteraria per Dagens Press e Svenska Pressen. La sua intensa attività poetica, premiata con due De Nios Stora Pris (1931 e 1940), rispecchiava le sue simpatie socialiste e un interesse per la natura. Scrisse anche i testi della popolare canzone svedese Båklandets vackra Maja, musicata da Hanna Hagbom. 
Fu candidato tre volte al Premio Nobel per la letteratura tra il 1936 e il 1946, anno in cui morì all'età di settant'anni. Era sposato con l'attrice Signe Hagelstam, da cui ebbe tre figli.

## Opere (parziale)

### Prosa
- Den svenska jorden. En nyländsk novell (short story) (1913)
- Strandbyggaröden 1–3 (1917)
- Den röde våren (1917)
- Inför havets anlete (1921)
- Kristina Bjur (1922)
- Karl-Kristians julnatt (1923)
- Ett liv (1925)
- Någon går förbi på vägen (1928)
- Det förlorade landet och andra berättelser  (1945)

### Poesia
- Rytm och rim (1899)
- Nya sånger (1901)
- Ny tid  (1903)
- Döda år (1910)
- Skärgårdens vår (1913)
- Sommarnatten (1916)
- Offer och segrar från Finlands kampår (1918)
- Höstlig dikt (1919)
- Samlade dikter 1-9 (1919)
- Vandringen och vägen (1924)
- Dikter i urval (1926)
- Mörkret och lågan (1926)
- Vandringsdagen. Lyrik i urval 1924-1935 (1936)
- Atlantisk bränning (1937)
- Över havet brann Mars (1939)
- Sånger i världsskymning (1941)
- Sfinxen och pyramiden (1944)
- Solbärgning (1946)

### Teatro
- Bland bränningarna (1903)
- Ödemarksdramer I. Den helige Henricus (1914)
- Fädernearvet (1918)
- Solens återkomst (1920)
- Morgonstjärnan (1928)
- Den förborgade källan (1930)
- Det ringer kväll (1931)
- Under vintergatan (1934)
- Hjärtat och svärdet (1935)

### Saggistica
- Alexis Kivi och hans novel "Seitsemän veljestä" (1911)
- Från "Saima" till "Vikingen"  (1916)
- Sverige och det svenska Finland (1918)
- Nya Wecksell-studier (1920)
- Axel Olof Freudenthal och den finlandssvenska nationalitetstanken (1927)
- Axel Olof Freudenthal. Liv och gärning (1936)
- Lyriker och berättare. Finlandssvenska studier (1939)
- Det övergivna samvetet (1943)